# Riabilitazione neuropsicologica
La riabilitazione neuropsicologica è quel settore delle neuroscienze che si occupa della riabilitazione  delle persone affette da patologie cerebrali focali o diffuse che determinano la compromissione di una o più funzioni cognitive e/o comportamentali.
In genere il protocollo riabilitativo prevede una fase di approfondimento anamnestico relativo alla storia clinica, alle manifestazioni patologiche cognitive e comportamentali intervenute dopo la lesione cerebrale e alla loro evoluzione nel tempo; di seguito la  valutazione neuropsicologica si avvale dell'utilizzo di test validati e scientificamente comprovati che esplorano le singole funzioni cognitive, il comportamento relazionale ed emotivo e le funzioni intellettive generali; quando è possibile, la valutazione deve essere completata con una osservazione delle capacità cognitive e del comportamento della persona in ambito ecologico. La valutazione neuropsicologica, specialmente quando è premessa alla definizione di un programma riabilitativo delle funzioni cognitive e comportamentali, richiede una attenta analisi delle capacità residue e delle modalità attraverso le quali la persona le mette in atto.
Trattando soggetti colpiti da lesioni focali del sistema nervoso centrale (SNC), ma anche da lesioni diffuse (come in seguito a trauma cranico), la riabilitazione consiste generalmente nel fare apprendere strategie compensatorie al susseguente deficit cognitivo. Tali strategie possono basarsi sull'apprendimento volontario o sul condizionamento. Altre tecniche riabilitative possono anche basarsi sullo sfruttamento delle abilità residue.
Forme di riabilitazione neuropsicologica, quali i training cognitivi o la ROT, sono inoltre proposte per il rallentamento del declino cognitivo causato da forme di demenza presenile e senile (malattia di Alzheimer).
Ci possono essere anche tecniche chiamate bottom-up, che non richiedono la consapevolezza del paziente ma portano ugualmente a risultati significativi (esempio è il trattamento del neglect con la tecnica dell'adattamento prismatico oppure la TENS).
Essendo il quadro clinico di tali pazienti (spesso colpiti da ictus, trauma cranico o tumore cerebrale) variabile, la presa in carico di tali pazienti, avviene non appena tale quadro clinico si stabilizza.
L'esito della riabilitazione neuropsicologica, dipende generalmente dall'estensione e dal tipo della lesione, e dalla personalità premorbosa.